# Icaria Fossae
Icaria Fossae é uma fossa no quadrângulo de Phaethontis em Marte localizada a 46.4º latitude sul e 123.8º longitude oeste.  Sua extensão é de 280 km e seu nome vem de uma formação de albedo a 44º S, 130º W.